# Barleria faulknerae
Barleria faulknerae är en akantusväxtart som beskrevs av I.Darbysh.. Barleria faulknerae ingår i släktet Barleria och familjen akantusväxter. Inga underarter finns listade i Catalogue of Life.